# 过程能力
製程能力是製程相对于其规格（specification）的可测量属性，表示为製程能力指标（例如 Cpk或Cpm），或製程性能指标（例如Ppk或Ppm）。通常用直方圖表示，可用于预测有多少件产品会被制造成规格以外的坏件。 